# Spilonota
Spilonota är ett släkte av fjärilar som beskrevs av Stephens 1829. Spilonota ingår i familjen vecklare.

## Bildgalleri

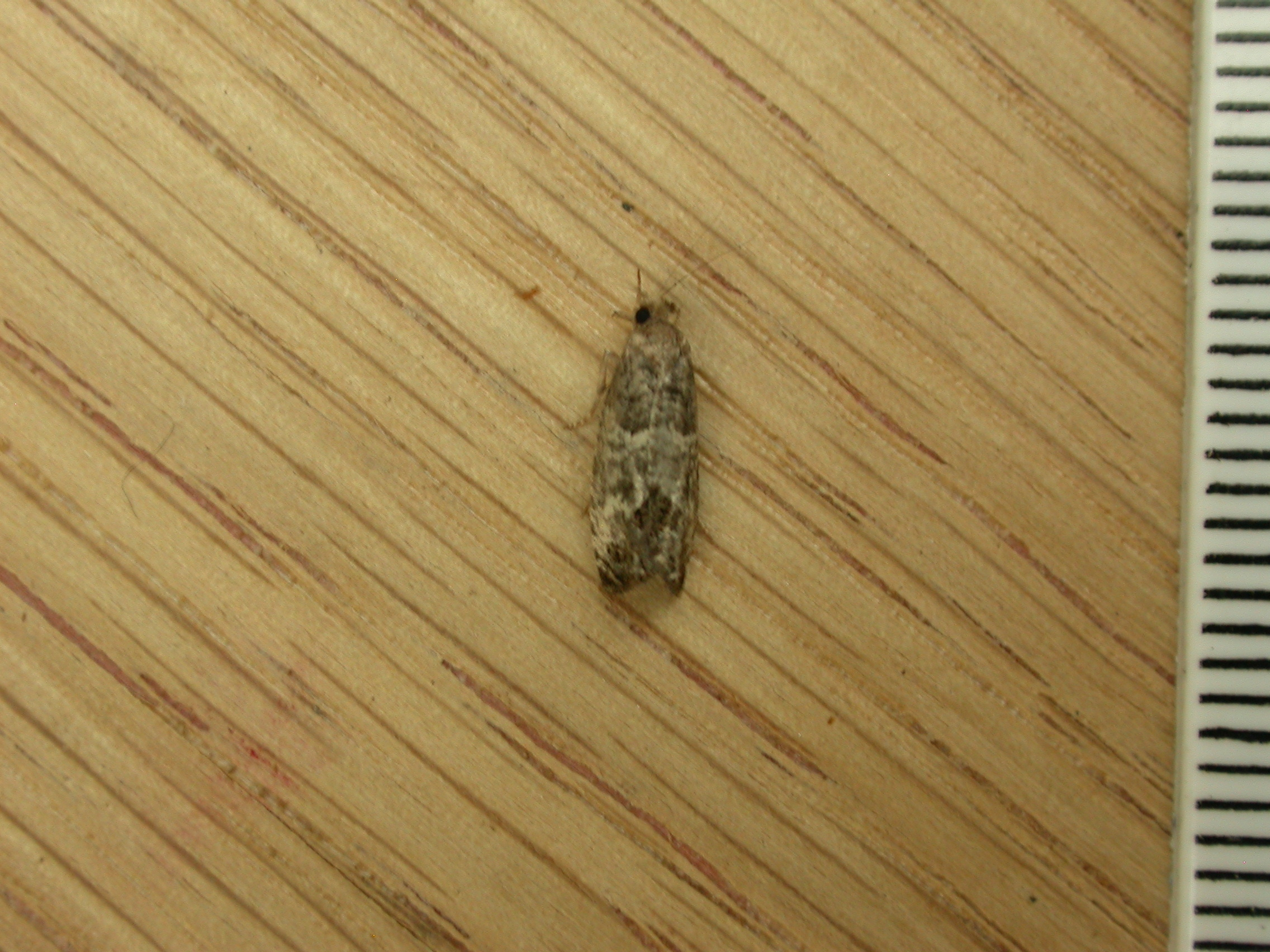
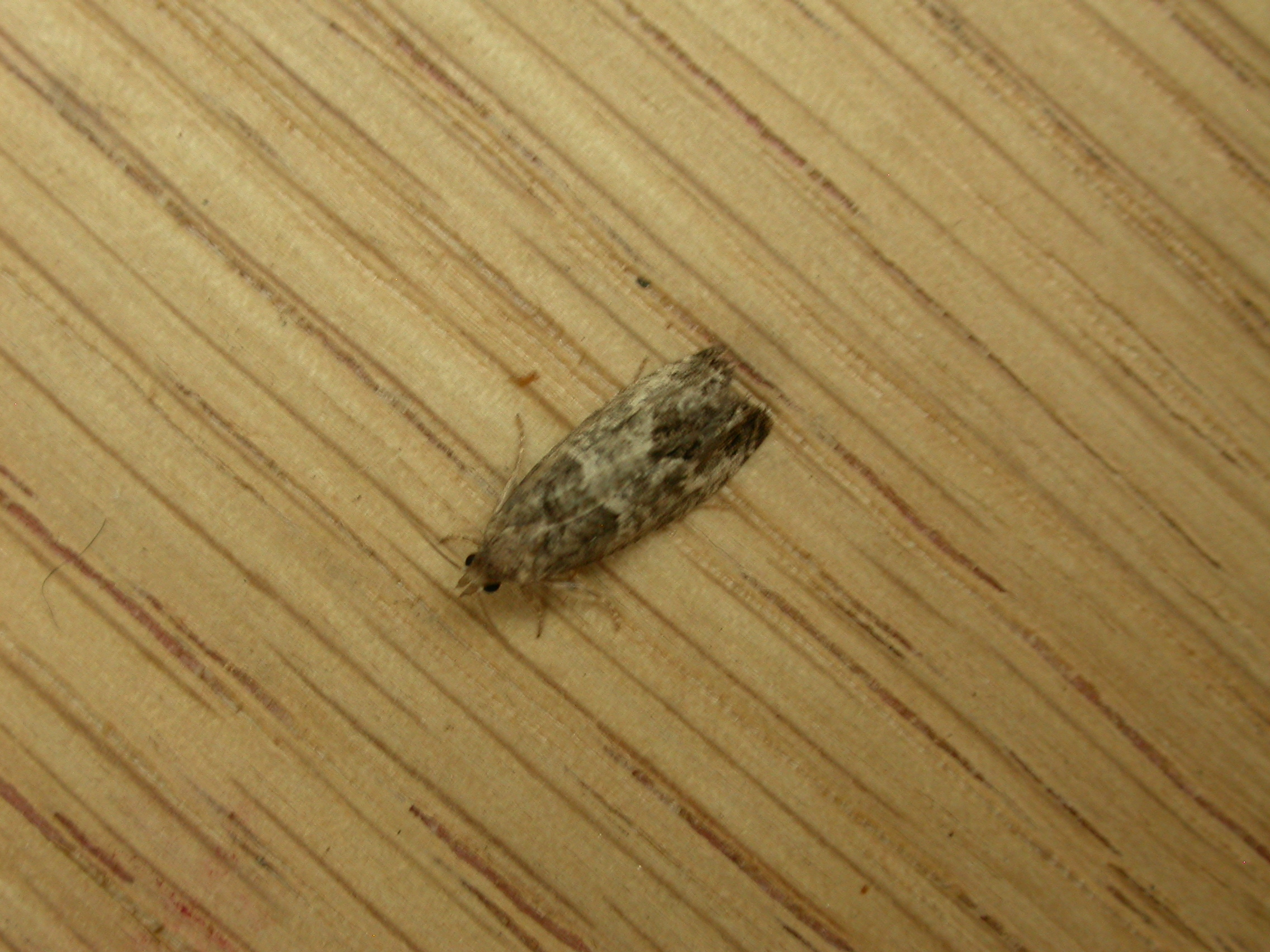

## Dottertaxa tillSpilonota, i alfabetisk ordning[1][2]
- Spilonota allodapa
- Spilonota ammostigma
- Spilonota aphrocymba
- Spilonota argyrotypa
- Spilonota atmophanes
- Spilonota babylonica
- Spilonota baeodes
- Spilonota brachytycha
- Spilonota calceata
- Spilonota centralasiae
- Spilonota chalcitis
- Spilonota chaophila
- Spilonota charopa
- Spilonota chlorotripta
- Spilonota clastomochla
- Spilonota comitana
- Spilonota conica
- Spilonota cryptogramma
- Spilonota diplostigma
- Spilonota distyliana
- Spilonota dolopaea
- Spilonota dyselia
- Spilonota ebenostigma
- Spilonota emplasta
- Spilonota eremitana
- Spilonota euploca
- Spilonota eurytycha
- Spilonota euthytoma
- Spilonota fenestrata
- Spilonota fluidana
- Spilonota hexametra
- Spilonota honesta
- Spilonota hypomolybda
- Spilonota incretata
- Spilonota indentata
- Spilonota infensa
- Spilonota laricana
- Spilonota lariciana
- Spilonota lasiophora
- Spilonota lechriaspis
- Spilonota leucopyga
- Spilonota limnephilana
- Spilonota liphaema
- Spilonota lobata
- Spilonota lucifera
- Spilonota luscana
- Spilonota macropetana
- Spilonota mediocunea
- Spilonota melanacta
- Spilonota melanocopa
- Spilonota melanotreta
- Spilonota mesosticha
- Spilonota metabola
- Spilonota morosa
- Spilonota mortuana
- Spilonota niphosticha
- Spilonota notosphena
- Spilonota obeliscana
- Spilonota ocellana
- Spilonota ochrea
- Spilonota ochronephes
- Spilonota oculana
- Spilonota parthenia
- Spilonota pellopis
- Spilonota pericyphana
- Spilonota phaeochyta
- Spilonota plinthinana
- Spilonota poliophylla
- Spilonota prognathana
- Spilonota prolongata
- Spilonota pyrifoliana
- Spilonota pyrochlora
- Spilonota selene
- Spilonota semicanella
- Spilonota sicariana
- Spilonota sinuosa
- Spilonota sollicitana
- Spilonota spanistis
- Spilonota sphenophora
- Spilonota stenophylla
- Spilonota subpallida
- Spilonota tarachodes
- Spilonota tornosema
- Spilonota tranquilla
- Spilonota vitiosa
- Spilonota zellerana
- Spilonota zopherana
- Spilonota zophotypa